# Martyn van den Hoek
Martyn van den Hoek (Rotterdam, 7 september 1954 – Wenen, 25 augustus 2022) was een Nederlands pianist.

## Biografie
Van den Hoek volgde zijn opleiding aan het Rotterdams Conservatorium bij Istvan Hajdu en Gert van der Steen en voltooide deze in 1975. In 1978 werd hem de "Prix d'exellence" toegekend, waarna hij zijn studies voortzette  in Moskou en Boedapest. In New York studeerde hij onder meer bij Josef Raieff, pianist en docent aan de Juilliard School en Mannes College of Music en zelf leerling van Alexander Siloti, die nog in Weimar les heeft gehad van Franz Liszt. 
Hij won in 1986 de allereerste editie van het Internationaal Franz Liszt Pianoconcours te Utrecht. Martyn van den Hoek was zelf lid van de internationale selectiejury van dit concours. Een jaar later ontving hij de Nederlandse Muziekprijs, de hoogste onderscheiding die door het ministerie van OCW aan een musicus, werkzaam in de klassieke muziek, kan worden uitgereikt.
Hij trad als pianosolist op bij gerenommeerde orkesten, waaronder het Koninklijk Concertgebouworkest. Hij heeft gewerkt met dirigenten als Hans Vonk, David Zinman, Kirill Kondrasjin, Jean Fournet en Richard Dufallo. Hij was ook bijzonder actief in de kamermuziek. Behalve in Europa, trad hij regelmatig op in Japan, Indonesië en China met uitzendingen op radio en televisie. Er zijn tientallen cd's van hem verschenen met werken van Franz Liszt, Franz Schubert, César Franck, Ludwig van Beethoven, Johannes Brahms, Felix Mendelssohn, Igor Markevitsj en Frédéric Chopin, van wie onder meer het tweede pianoconcert in een versie voor piano en strijkkwintet en Wolfgang Amadeus Mozarts pianoconcerten no. 11, 12 en 13, gespeeld als pianokwintetten met het Augsburger Streichquartet. Zijn repertoire omvat alle bekende pianoconcerten en een scala aan verschillende soloprogramma's.
Van 1987 tot 1995 was Martyn van den Hoek docent in Wenen, eerst aan de Hochschule für Musik en later aan het conservatorium. 
Hij gaf masterclasses in Wenen, Athene, Warschau en Tokio, en workshops en lezingen over onder meer houding en beweging en de problemen die ontstaan ten gevolge van het pianospelen. Daarnaast gaf hij lessen over communiceren als primaire opgave van iedere musicus: het articuleren van gestiek, beweging, richting, humor en patronen. Vanaf 2002 was hij als docent verbonden aan de Hogeschool voor de Kunsten Utrecht.
Martyn van den Hoek was daarnaast de initiatiefnemer van het jaarlijkse zomerfestival Musik Zentral in Oostenrijk. In Bad Aussee bij Salzburg werden cursussen en workshops gehouden in een zo breed mogelijk palet van kunstvormen. Daarmee had hij een leerschool gecreëerd, vooral bestemd voor hoogbegaafde studenten.
In juli 2001, tijdens het Socrates-jaar, organiseerde hij in Athene concerten met als thema de oude Griekse filosofie en de invloed op de westerse klassieke muziek. Daarvan is in 2002 een cd verschenen met een boekwerk van zijn hand met de titel Oog en Oor.
Martyn van den Hoek was artistiek leider van een concertreeks georganiseerd door de Nederlandse ambassade te Wenen om jonge getalenteerde musici aan te moedigen nader kennis te maken met Nederlandse componisten die leefden ten tijde van Richard Strauss. De residentie van de Nederlandse ambassadeur, waar de concerten plaatsvonden, is namelijk gevestigd in het oude Weense woonhuis van Richard Strauss. Door deze concertenreeks worden muzikale bruggen geslagen tussen heden en verleden, jong en oud en tussen Oostenrijk en Nederland. De musici zijn deels afkomstig van de Weense Universiteit voor Muziek en kunnen het programma zelf samenstellen.
Hij was gehuwd met de Japanse concertpianiste Tomiko Kaneko, die studeerde aan de Muziek Academies van Tokio, München en Karlsruhe, met wie hij een pianoduo vormde en voordrachten gaf over filosofie in de muziek.
Van den Hoek overleed na een lang ziekbed op 67-jarige leeftijd in een ziekenhuis in Wenen.